# Leandro Martínez
Sergio Leandro Martínez Cofré (Santiago, 22 de julio de 1978), más conocido por su nombre artístico Leandro Martínez, es un cantante, compositor y profesor de canto chileno. Alcanzó reconocimiento masivo en su país como participante del programa de talentos juvenil Rojo, Fama contrafama de Televisión Nacional de Chile, donde se consagró como uno de sus integrantes más emblemáticos. Es considerados como uno de los artistas más exitosos de la música romántica en Chile.

## Biografía
En 2002, Leandro ingresa a participar en la primera generación de Rojo Fama Contrafama, espacio juvenil de talentos que buscaba a nuevas figuras del canto y el baile, que a las semanas se transforma en un fenómeno de audiencia. Allí, Martínez ganaría popularidad y obtendría el segundo lugar de la competencia. Durante ese año se mantuvo en el programa como parte del Clan Rojo, participando en otras competencias como el Símbolo Rojo I y el Gran Rojo, final del año entre las 3 primeras generaciones, donde ratifica su popularidad, llegando a la final de esa competencia por público, obteniendo el séptimo lugar. Permaneció en el Clan hasta enero de 2008.
Sacó su primer disco Todo lo que soy en 2003, convirtiéndose en todo un éxito, alcanzando disco de platino; del disco se desprenden los éxitos Te quiero y Ya no es igual (con el cual grabó su primer videoclip), canciones que fueron un gran éxito radial. Al año siguiente, sacó su segundo disco El deseo de amar, el cual alcanzó disco de oro, su primer sencillo, Deja de llorar, sonó mucho en las radios. 
Además de cantautor y profesor de canto, Leandro mostró sus dotes de presentador de televisión cuando viajó a Antofagasta por un año para animar el matinal Nuestra Mañana, en el extinto canal VLP Televisión.
En febrero de 2012 participa en la competencia internacional del Festival Internacional de la Canción de Viña del Mar interpretando la canción "Mi gran amor" de los autores y compositores Iván Patricio Mena y Cristóbal Müller.
En 2018, Leandro es parte de la nueva versión de Rojo, titulada Rojo, el color del talento, en donde se hizo famoso por expulsar a la cantante Paloma Mami (Paloma Castillo).
El 31 de diciembre de 2018, el cantante y su familia sufrieron una gran pérdida con el fallecimiento de su abuelo Alejandro Martínez.

## Vida personal
Está casado con Camila Guzmán desde 2018, se conocieron en un concierto en un local de un amigo en Viña del Mar, es padre de 3 hijas.

## Discografía

### Álbumes de estudio
- 2003: Todo lo que soy
- 2004: El deseo de amar
- 2006: Nostalgia
- 2009: Mi presente
- 2011: Huellas

### Álbumes recopilatorios
- 2007: Mi Vida en canciones